# Mazda MX-6
Mazda MX-6 — передньопривідне спортивне купе японської компанії Mazda, що виготовлялося в період між 1987 і 1997 роками.
MX-6 були механічно ідентичні Mazda 626, а потім Ford Probe. Ці автомобілі розділили платформи GD (1988—1992) і GE (1993—1997). MX-6 замінили 626 купе, хоча і продовжували використовувати те ж шасі. Mazda поділяла шасі GD і GE з Фордом. MX-6, 626 і Ford Probe виготовляли на спільному підприємстві у Флет-Роке, Мічиган для північноамериканського ринку, і на японському заводі компанії Mazda для азійського і європейського ринків.
Спортивне купе Mazda MX-6 пропонує типову, для подібних транспортних засобів, базову комплектацію. Автомобіль постачається з литими дисками коліс, передніми протитуманними вогнями, заднім спойлером, центральним замком з брелоком, вікнами та дзеркалами з електроприводом, кондиціонером та круїз-контролем. Моделі з системою управління чотирма колесами комплектувались: люком, CD-програвачем, цифровим клімат-контролем та опційною шкіряною обшивкою, яка у 1996 році стала стандартною. Подушка водія увійшла до бази у 1994 році. До кінця випуску опційними для автомобіля залишались: передні сидіння з електроприводом та підігрівом, шкіряне кермо, бортовий комп'ютер та навігаційна система.   

## Перше покоління (1988-1992)

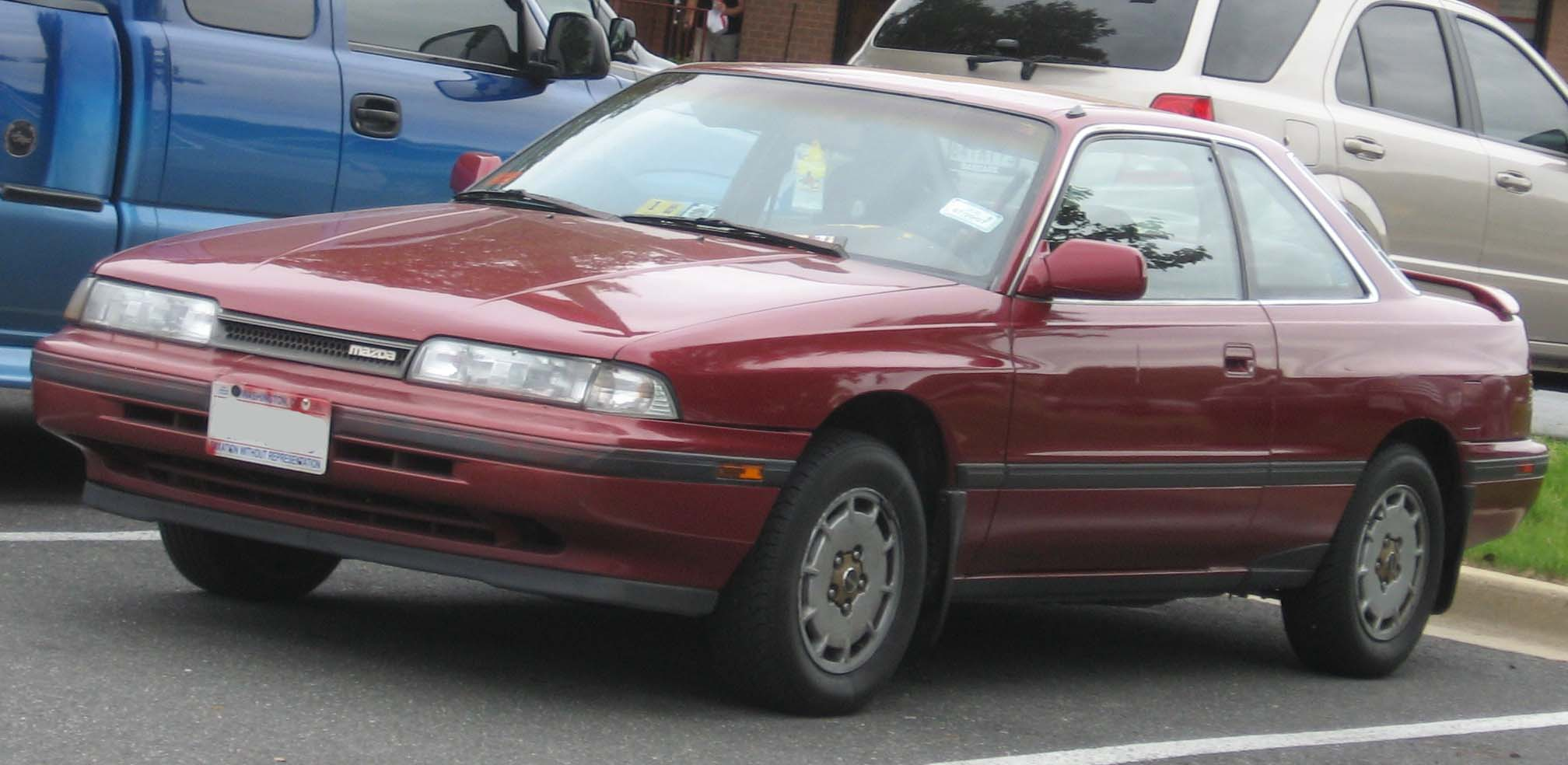
Mazda MX-6 GD (1988-1992)

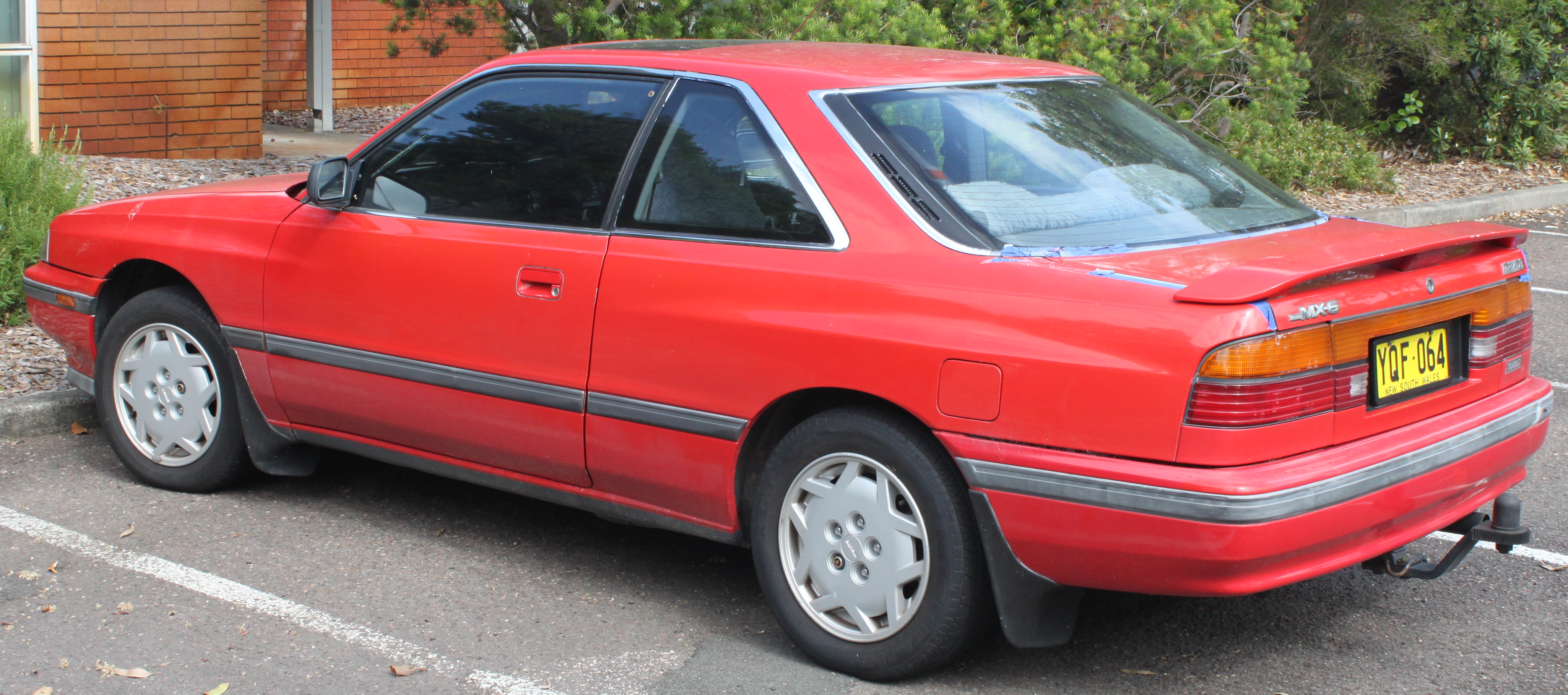

США
- 2184 cc F2 I4
- 2184 cc F2T turbo I4

Європа
- 1789 cc F8 I4
- 1998 cc FE I4
- 1998 cc FE-DOHC DOHC I4
- 2184 cc F2 I4

Японія
- 1789 cc F8 I4
- 1789 cc F8 DOHC I4
- 1998 cc FE-DOHC DOHC I4

## Друге покоління (1993-1997)

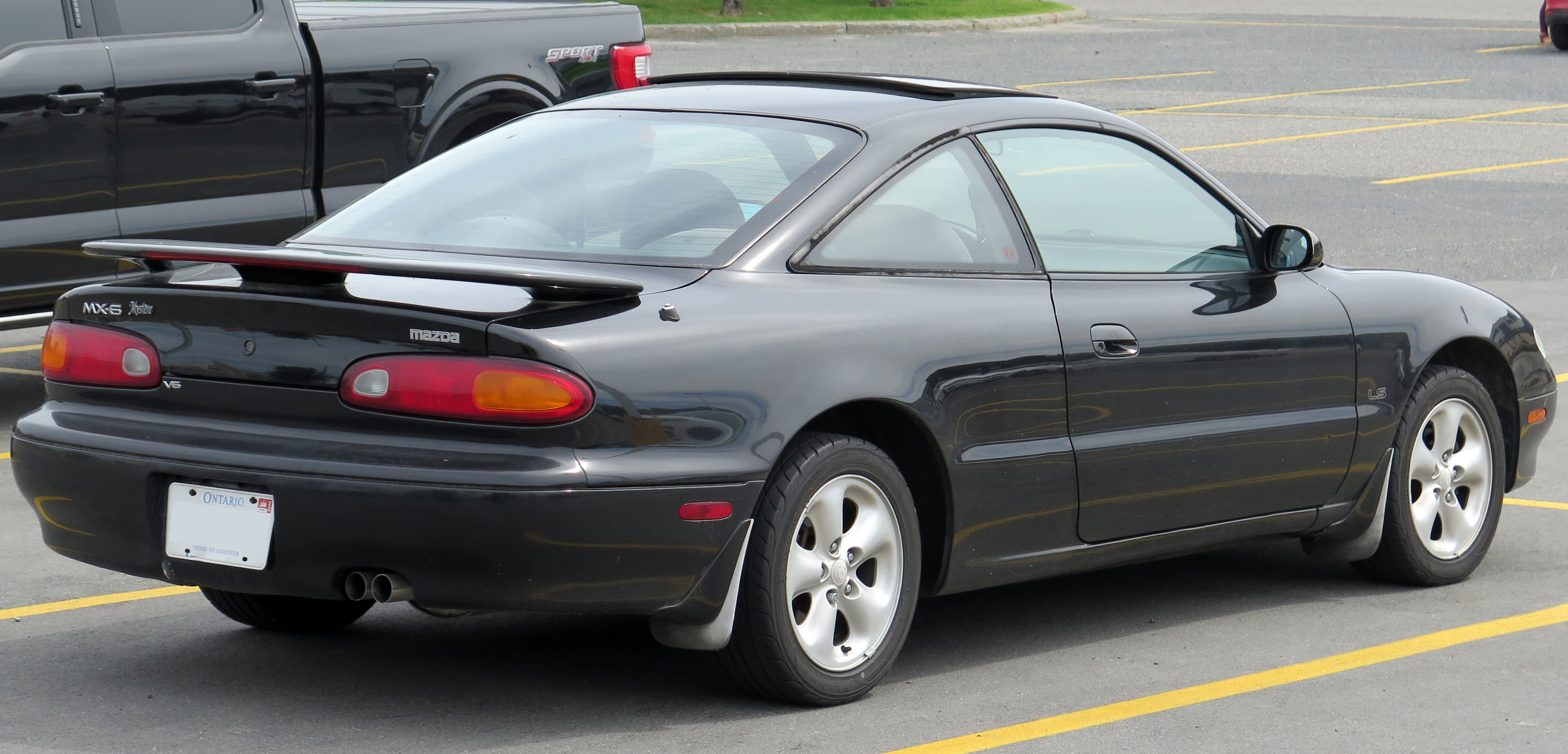
Mazda MX-6 GE (1993-1997)

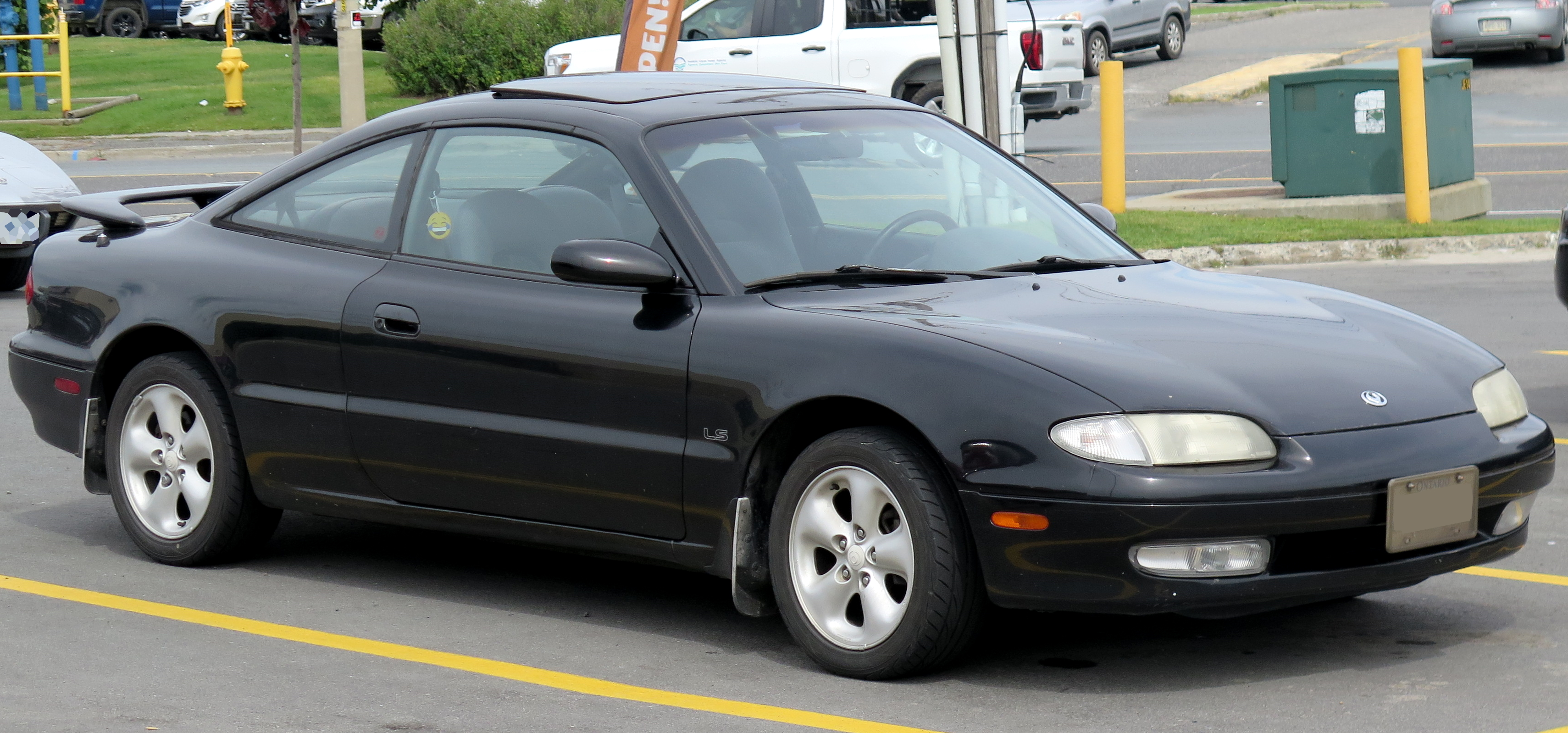
Mazda MX-6 GE (1993-1997)

- 2.0 л FS-DE I4 121 к.с.
- 2.0 л KF-ZE V6 161 к.с.
- 2.5 л KL-DE V6 166 к.с.
- 2.5 л KL-ZE V6 201 к.с.